# UCI Nations’ Cup U23 2020
Der UCI Nations’ Cup U23 2020 ist die 14. Austragung des UCI Nations’ Cup U23, einer seit der Saison 2007 stattfindenden Serie der wichtigsten Rennen im Straßenradsport für Männer U23. Aufgrund der Corona-Pandemie wurde ein Großteil der geplanten Rennen abgesagt, so dass in die Gesamtwertung lediglich drei Rennen einflossen.

## Rennen
Nationencup-Rennen
| Datum             | Rennen                   | Sieger     |
| ----------------- | ------------------------ | ---------- |
| 12.–13. September | Orlen Nations Grand Prix | Olav Kooij |

Internationale Meisterschaften
| Datum      | Rennen                                                   | Sieger                  |
| ---------- | -------------------------------------------------------- | ----------------------- |
| 24. August | UEC-Straßen-Europameisterschaften – U23-Einzelzeitfahren | Andreas Leknessund      |
| 27. August | UEC-Straßen-Europameisterschaften – U23-Straßenrennen    | Jonas Iversby Hvideberg |

## Gesamtwertung
| Position | Nation                 | Punkte |
| -------- | ---------------------- | ------ |
| 1        | Niederlande            | 39     |
| 2        | Schweiz                | 24     |
| 3        | Norwegen               | 20     |
| 4        | Estland                | 17     |
| 5        | Deutschland            | 16     |
| 6        | Dänemark               | 8      |
| 7        | Belgien                | 8      |
| 8        | Polen                  | 7      |
| 9        | Tschechien             | 6      |
| 10       | Vereinigtes Königreich | 5      |